# Phoradendron duidanum
Phoradendron duidanum är en sandelträdsväxtart som beskrevs av Trelease. Phoradendron duidanum ingår i släktet Phoradendron och familjen sandelträdsväxter. Utöver nominatformen finns också underarten P. d. hymeniifolium.